# Nickelodeon Kids’ Choice Awards 2012

Logo der Verleihung

Die Nickelodeon Kids’ Choice Awards 2012 fanden am 31. März 2012 im Galen Center der University of Southern California in Los Angeles statt. Es war die 25. Verleihung der „Blimp“-Trophäen seit der ersten Verleihung unter dem Namen The Big Ballot im Jahr 1987. Moderiert wurde die Show von dem US-amerikanischen Schauspieler Will Smith. Im deutschsprachigen Raum wurde die Sendung einen Tag später ausgestrahlt. Für Nickelodeon Deutschland und Nickelodeon Austria berichtete Florian Prokop, für Nickelodeon Schweiz Roman Aebischer.

## Kategorien
Die Gewinner sind fett angegeben.

### Fernsehen
| Lieblings-TV-Serie - Meine Schwester Charlie - iCarly - Victorious - Die Zauberer vom Waverly Place Lieblings-TV-Schauspieler - Tim Allen - Ty Burrell - Alex Heartman - Jake Short Lieblings-TV-Schauspielerin - Miranda Cosgrove - Selena Gomez - Victoria Justice - Bridgit Mendler | Lieblings-TV-Nebendarsteller - Nathan Kress - Jennette McCurdy - Jennifer Stone - Jerry Trainor Lieblings-Cartoon - Kung Fu Panda (Serie) - Phineas und Ferb - Scooby Doo! Mystery Incorporated - SpongeBob Schwammkopf Lieblings-Reality-Show - American Idol - America’s Funniest Home Videos - America’s Got Talent - WipeOut – Heul nicht, lauf! |

### Film
| Lieblings-Kinofilm - Alvin und die Chipmunks 3: Chipbruch - Harry Potter und die Heiligtümer des Todes: Teil 2 - Die Muppets - Die Schlümpfe Lieblings-Schauspieler - Jim Carrey - Johnny Depp - Daniel Radcliffe - Adam Sandler Lieblings-Schauspielerin - Amy Adams - Kristen Stewart - Sofía Vergara - Emma Watson | Lieblings-Animationsfilm - Cars 2 - Kung Fu Panda 2 - Der gestiefelte Kater - Rio Lieblings-Stimme - Antonio Banderas - Jack Black - Johnny Depp - Katy Perry Lieblings-Verklopper - Jessica Alba - Tom Cruise - Kelly Kelly - Taylor Lautner |

### Musik
| Lieblings-Band - Big Time Rush - Black Eyed Peas - Lady Antebellum - LMFAO Lieblings-Sänger - Justin Bieber - Toby Keith - Bruno Mars - Usher | Lieblings-Sängerin - Lady Gaga - Selena Gomez - Katy Perry - Taylor Swift Lieblings-Lied - Born this Way - Firework - Party Rock Anthem - Sparks Fly (by Taylor Swift) |

### Sport
| Lieblings-Athlet - Derek Jeter - Michael Phelps - Tim Tebow - Shaun White | Lieblings-Athletin - Kelly Clark - Danica Patrick - Serena Williams - Venus Williams |

### Andere
| Big Help Award - Taylor Swift Lieblings-Buchreihe - Gregs Tagebuch - Harry Potter - Die Tribute von Panem - Twilight | Lieblings-Videospiel - Just Dance 3 - Lego Star Wars – Die komplette Saga - Mario Kart 7 - Super Mario Galaxy |

### Deutschsprachiger Raum
Zusätzlich zu den US-amerikanischen Kategorien konnte im deutschsprachigen Raum für den Lieblingsstar: Deutschland, Österreich, Schweiz gestimmt werden. Diese Auszeichnung wurde ebenfalls in Los Angeles vergeben, jedoch nur im deutschsprachigen Raum gezeigt.
Lieblingsstar: Deutschland, Österreich, Schweiz
- Franziska Alber
- Nora Tschirner
- Pietro Lombardi
- Tim Bendzko